# TMF Group
TMF Group is een onafhankelijke financiële dienstverlener die accounting-, management- en vennootschapsrechtelijke diensten aanbiedt.
De multinational ontstond in Nederland en telt ongeveer 6.000 werknemers, verspreid over 100 vestigingen. 

## Expansie
Sinds haar ontstaan in 1988 kende TMF Group, mede dankzij de komst van de Sarbanes-Oxley-wet, een grote expansie in Azië, Latijns-Amerika, het Midden-Oosten en Australië. Tussen 2006 en 2008 realiseerde de TMF Group 47 overnames waaronder afdelingen van Ernst & Young, KPMG en Grant Thornton.
In 2008 werd de groep voor 750 miljoen euro verkocht aan de Britse private-equitymaatschappij Doughty Hanson.
Op 10 september 2010 werd bekend dat Doughty Hanson voor 350 miljoen euro het Nederlandse accountantskantoor Equity Trust ging overnemen met de bedoeling het bedrijf te fuseren met TMF Group tegen midden 2011. De fusie resulteerde in juli 2011 in een financiële dienstengroep met meer dan 100 kantoren wereldwijd.
In 2017 werd TMF Group gekocht door CVC Capital partners. Op 27 juni van dat jaar werd de Luxemburgse vestiging het slachtoffer van de NotPetya cyberaanval, waarschijnlijk via de Oekraïense vestiging. In 2021 trachtte CVC Capital partners Intertrust over te nemen, waarschijnlijk met de bedoeling dit met TMF Groep te fuseren. De koop ketste echter af.

## Sancties
In 2018 legde De Nederlandsche Bank (DNB) aan TMF Management B.V. een boete op van EUR 594,000 omdat TMF een vennootschap beheerde die 850 miljoen dollar uitleende voor het opzetten van een tonijnvisserij in Mozambique. Hierbij was onvoldoende onderzoek had gedaan om te voorkomen dat haar klanten haar diensten  misbruiken voor transacties met of voor partijen waarmee geen transacties mogen worden verricht. Het geld was uiteindelijk doorgesluisd naar Defensie of verduisterd. In 2023 volgde een boete van EUR 3,125,000 aan TMF Netherlands B.V. vanwege tekortschieten van de screening van klantdossiers (KYC); zeven van de acht onderzochte dossiers bleken gebreken te vertonen.

## Diensten
- Financial accounting en rapporteringen naar moederondernemingen (in IFRS, US GAAP e.a.)
- Juridische en fiscale dienstverlening/consulting
- Oprichting en liquidatie van rechtspersonen
- Beheer van fondsen
- Vennootschapsrechtelijke diensten
- Domiciliatie en managementdiensten
- HRM-diensten
- Diensten met betrekking tot registratie en aandeelhouders

De accounting- en managementdiensten van TMF Group bestaan uit het uitbesteden van de activiteiten van haar klanten, die niet tot de kernactiviteiten behoren, uit te besteden. De onderneming verstrekt eveneens accountancyadvies en begeleidt klanten met de juridische aspecten bij de expansie naar andere landen. Dit houdt onder meer in dat zij instaat voor de boekhouding en de opstelling van de jaarrekening (al dan niet geconsolideerd), allerlei managementrapportages en vennootschapsrechtelijke ondersteuning.

## Parnassustoren
Het Amsterdamse hoofdkwartier van TMF Group bevond zich in de 57,5 meter hoge Parnassustoren. Het Amsterdamse hoofdkwartier van TMF Group is verhuisd naar het Luna gebouw in Amsterdam Zuidoost bij de Arena.
In de periode 2002-2004 haalden de toenmalige bestuurders van TMF Group, René Rijntjes en Rob van de Voort, respectievelijk de 169ste en 170ste plaats in de top 500 van rijkste Nederlanders met elk een vermogen van 40-95 miljoen euro.